# Daihatsu Leeza
La Daihatsu Leeza è una keicar prodotta dalla casa automobilistica giapponese Daihatsu dal 1986 al 1993.

## Profilo e contesto
Lanciata in Giappone nel dicembre 1986, è stata tolta di produzione nell'agosto 1993 dopo essere stata sostituita dalla Daihatsu Opti del 1992. 
La vettura era spinta da un motore a tre cilindri della serie EB da 550 cm³ a carburatore che originariamente erogava 32 in versione aspirata o 50 CV con turbocompressore. Nel gennaio 1989 venne aggiunta la TR-XX EFi, una versione con 64 CV a iniezione elettronica, seguita da un'altra versione Club Sports a ottobre che era caratterizzata per sospensioni ribassati e un body kit carrozzeria specifico. Al Salone di Tokyo del 1989 venne presentato un prototipo cabriolet a due posti chiamato "Leeza Spider". La versione da 32 CV (con cambio manuale a cinque velocità) accelerava da 0-60 mph in 21,3 secondi, raggiungendo una velocità massima di 75 mph (121 km/h).

### Aggiornamenti
Nel marzo 1990, con il cambiamento delle normative di omologazione delle Kei car, la Daihatsu andò ad aggiornare la Leeza nell'agosto 1990. Venne dotata di un motore più grande da 660 cm³ con 50 CV e la carrozzeria venne leggermente allargata rendevano l'auto più abitabile e consentendo l'installazione di nuovi dispositivi di sicurezza.
Cinque mesi dopo l'aggiornamento, arrivò la versione turbo chiamata OXY-R che erogava 64 CV ed era caratterizzata da una presa d'aria sul cofano per l'intercooler. In seguito arrivò la versione decappottabile a due posti della Leeza chiamata "Spider", che si differenziava per gli interni in pelle e per il motore turbo, che venne introdotta nel novembre 1991 e rimase in vendita fino alla fine della produzione avvenuta nell'agosto 1993.